# November

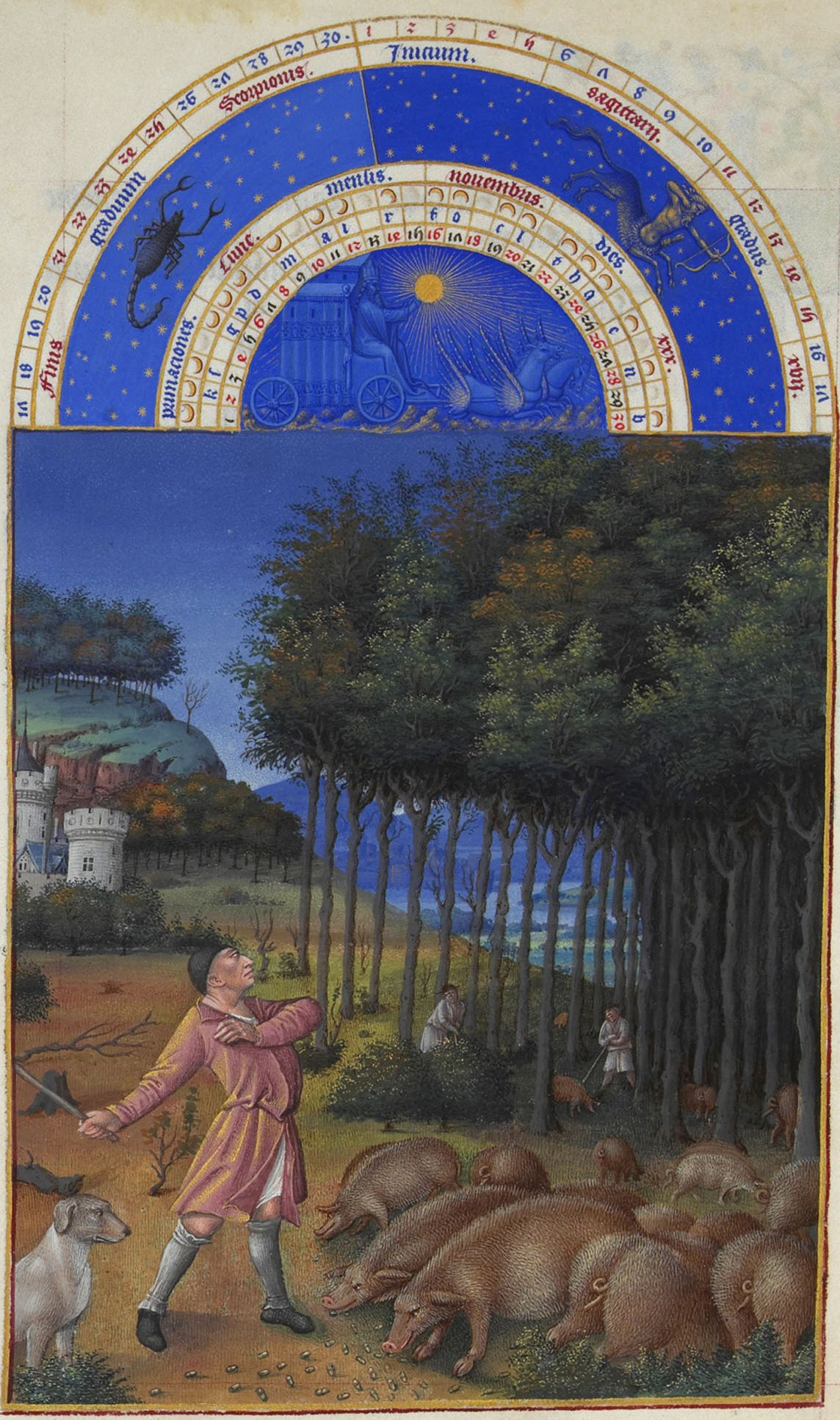
De afbeelding voor november in Les Très Riches Heures du duc de Berry

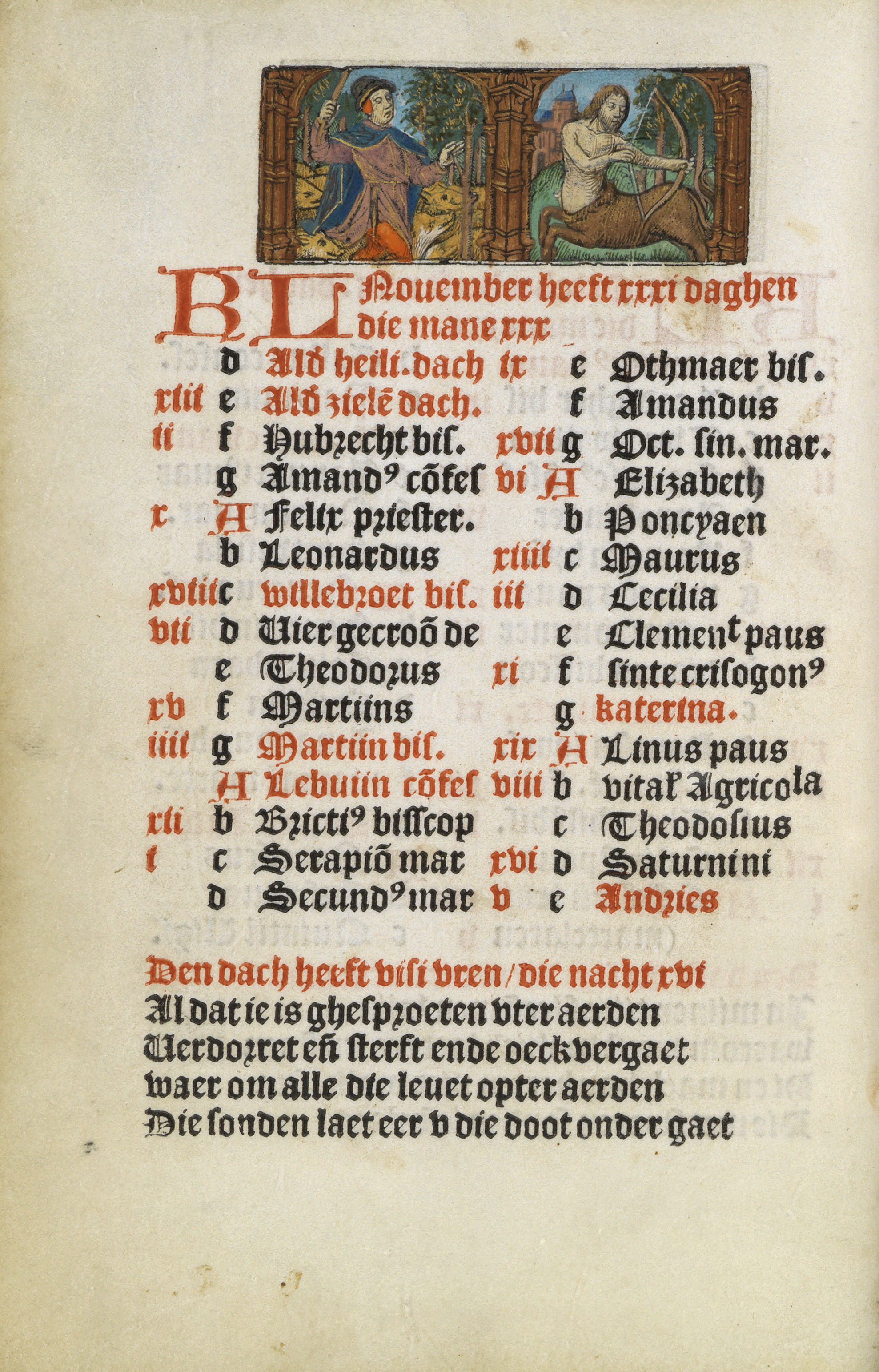
November in het Getijdenboek Wolfgang Hopyl

November (ook wel: slachtmaand, bloedmaand, nevelmaand) is de elfde maand van het jaar in de gregoriaanse kalender. De maand heeft 30 dagen.
De naam komt van novem, het Latijnse woord voor "negen". November was oorspronkelijk de negende maand van het jaar, omdat het Romeinse kalenderjaar tot 153 v.Chr. op 1 maart begon. In historische bronnen tot midden in de 19e eeuw wordt de maand dan ook wel als 9ber afgekort.

## Gebeurtenissen
- 1 t/m 30 november: Movember
- 1 november: Allerheiligen
- 2 november: Allerzielen
- 11 november: Wapenstilstandsdag
- 11 november: Sint-Maarten
- 15 november: Koningsdag in België
- 29 november: Sint Pannekoek

## Meteorologie
Op het noordelijk halfrond is november de derde en laatste maand van de meteorologische herfst, op het zuidelijk halfrond is het de derde en laatste maand van de meteorologische lente.

### Weerspreuken
- Als het met Allerheiligen sneeuwt, leg dan uw pels gereed.
- Geeft Allerheiligen zonneschijn, dan zal het spoedig winter zijn.[2]
- November warm en fijn, het zal een strenge winter zijn.
- Zwaait de winter al in november zijn staf, zijn rijk zal rap vinden het graf.
- Wie houdt van wind, november bemint.
- Als op Sint-Maarten de ganzen op het ijs staan, zullen ze met Kerstmis door't slijk gaan.
- Vriest het op Sint-Katrien, dan vriest het nog zes weken nadien.[1]
- November telt dertig dagen, maar het dubbele aan wind en regenvlagen.[1]

## Trivia
- Alternatieve/puristische naam: slachtmaand of nevelmaand
- Romeinse naam: November
- Joodse naam: Kislew
- De sterrenbeelden voor november zijn Schorpioen en Boogschutter.
- November wordt gebruikt als het woord in het internationale spellingsalfabet voor de letter "N".
- Sinds 1990 is november in de VS Native American Indian Heritage Month.
- National Novel Writing Month wordt sinds 2000 georganiseerd in november.

## Afbeeldingen

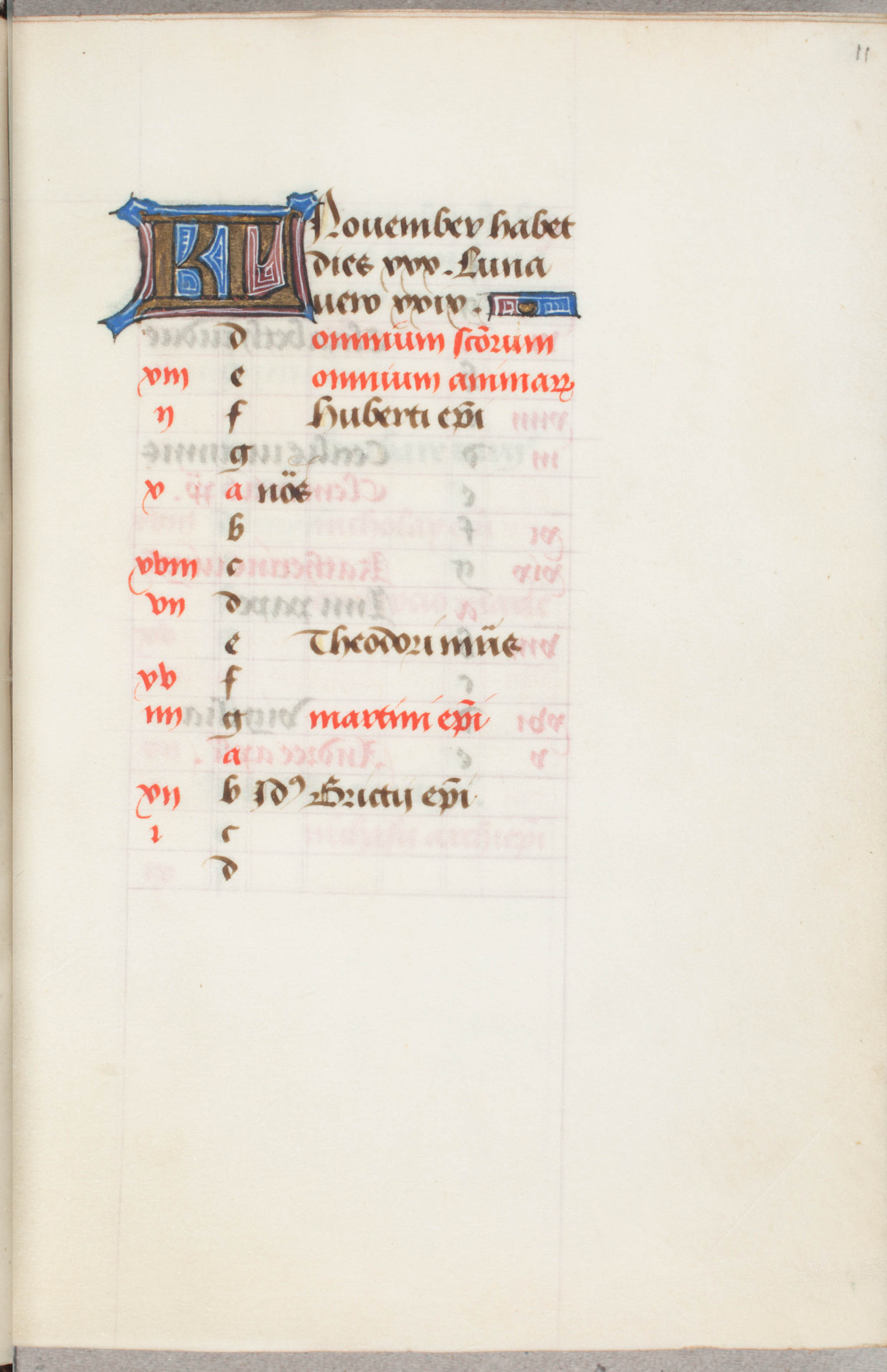
November in het Trivulzio-getijdenboek
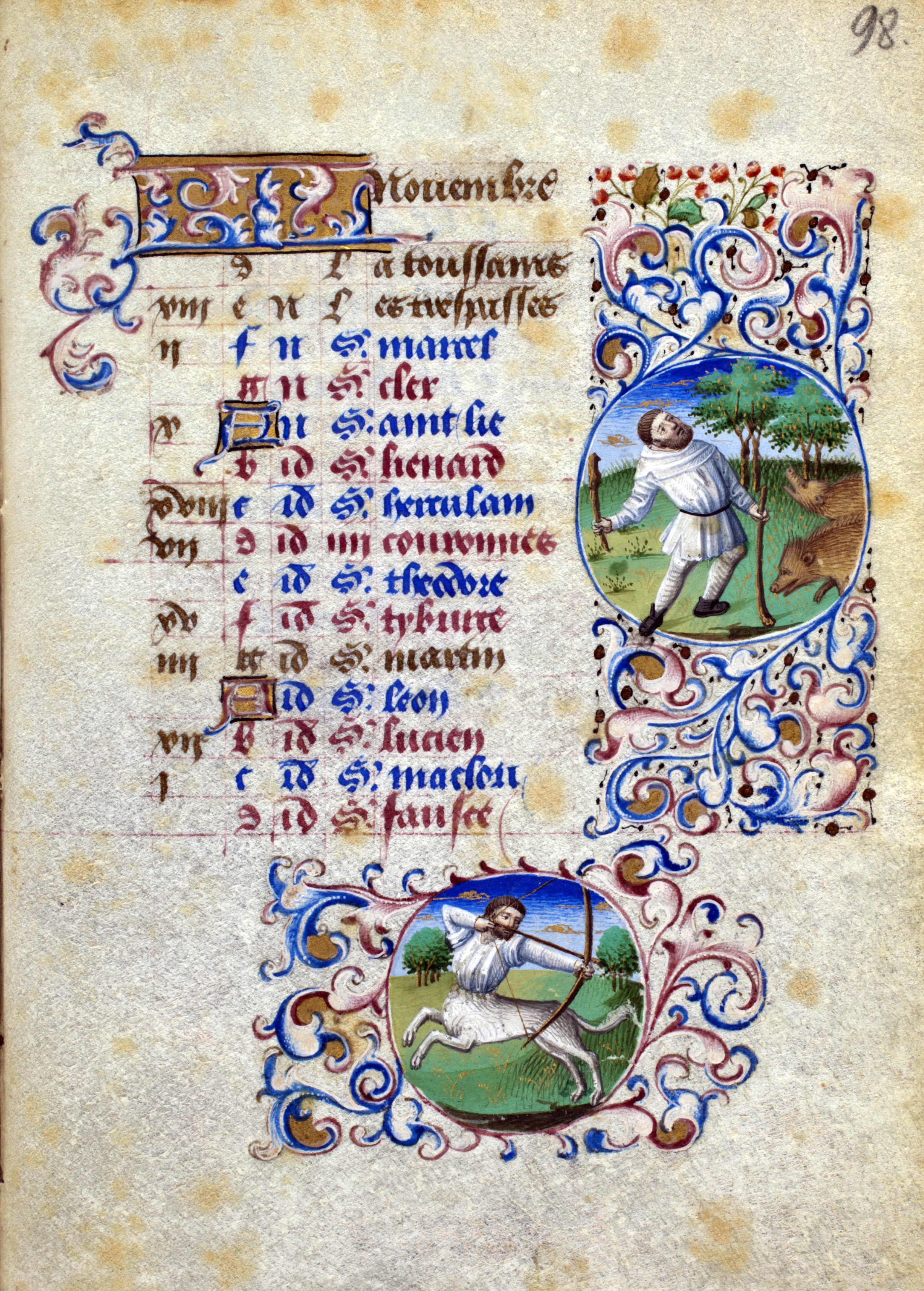
November in het getijdenboek van Simon de Varie
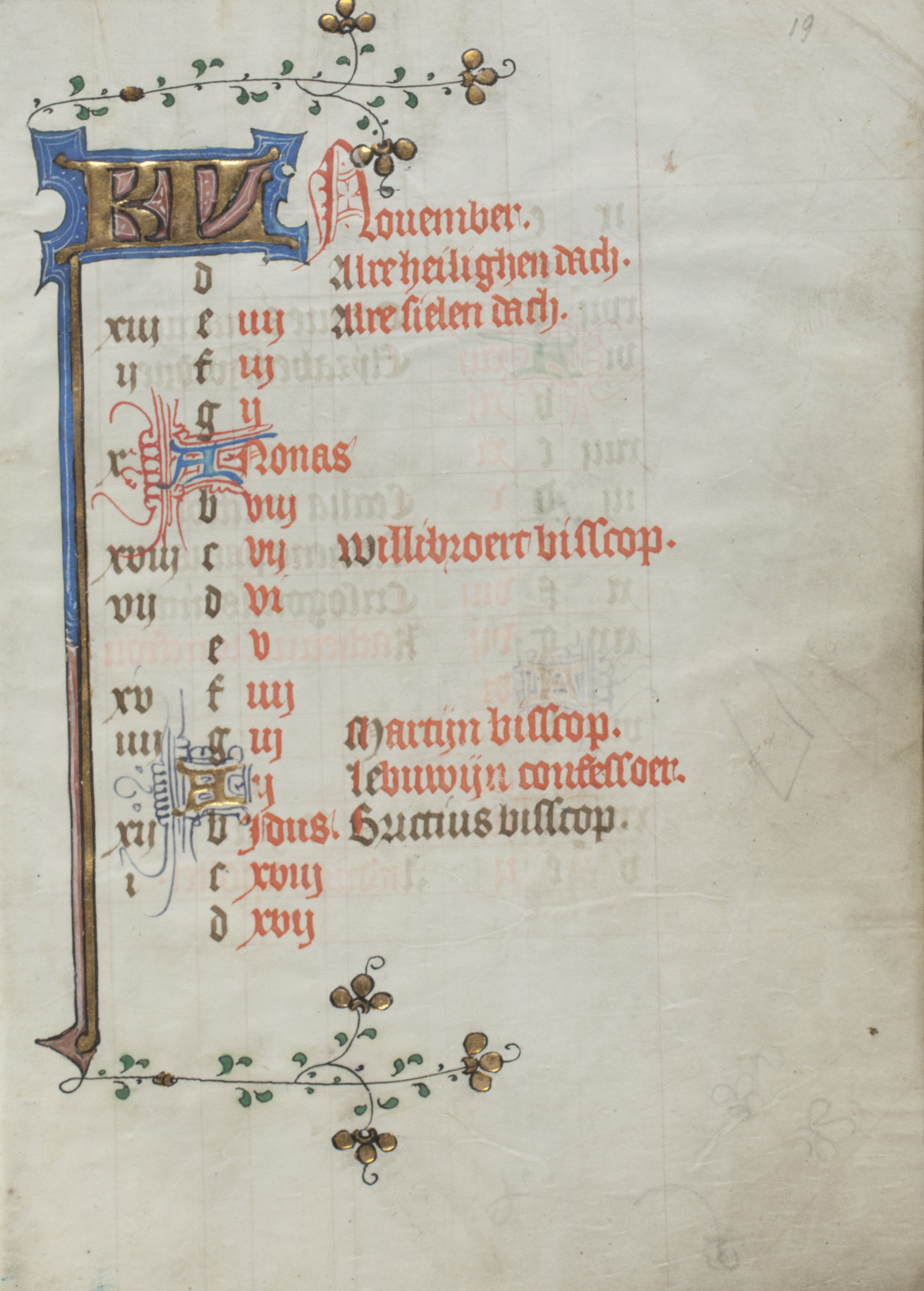
November in het getijdenboek van de Meesters van Zweder van Culemborg
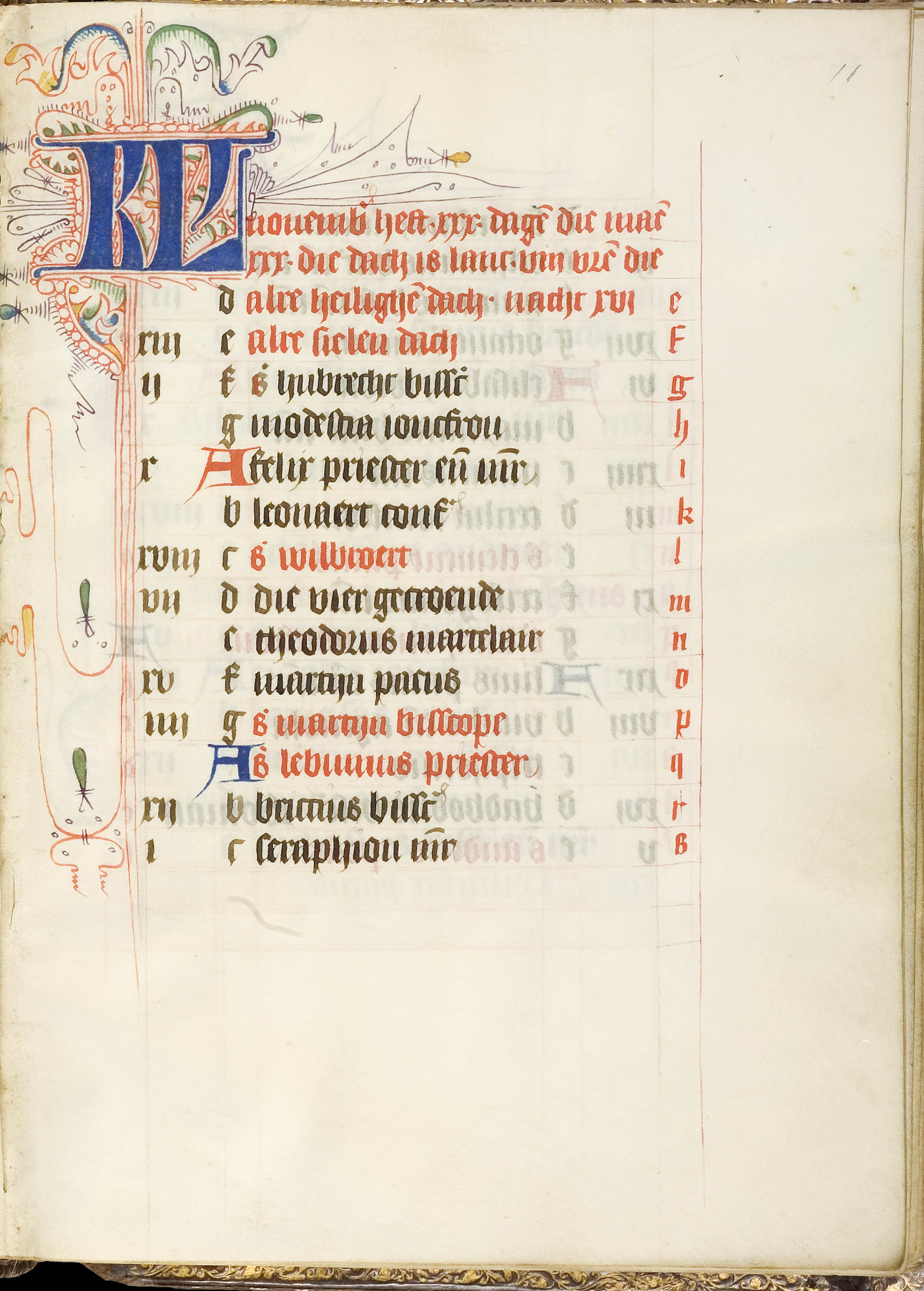
November in het Bout Psalter-getijdenboek
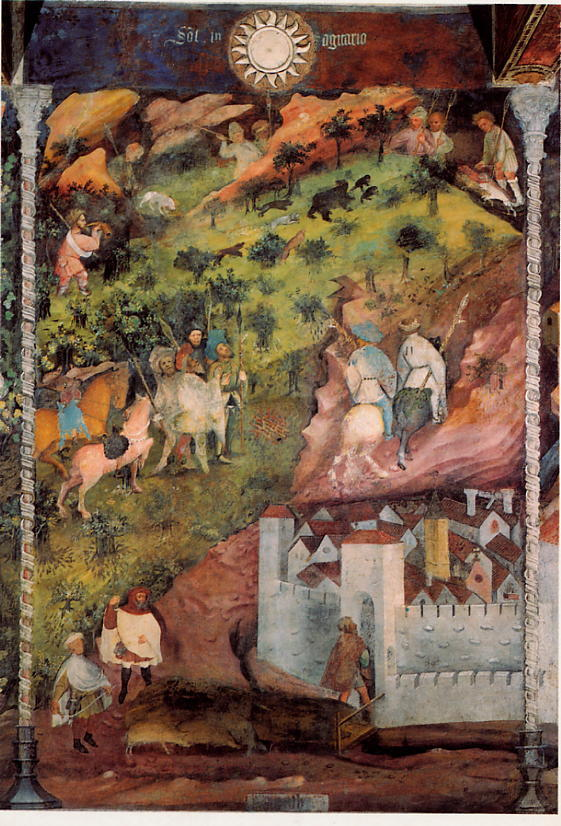
November, fresco in de Torre Aquila in Trente
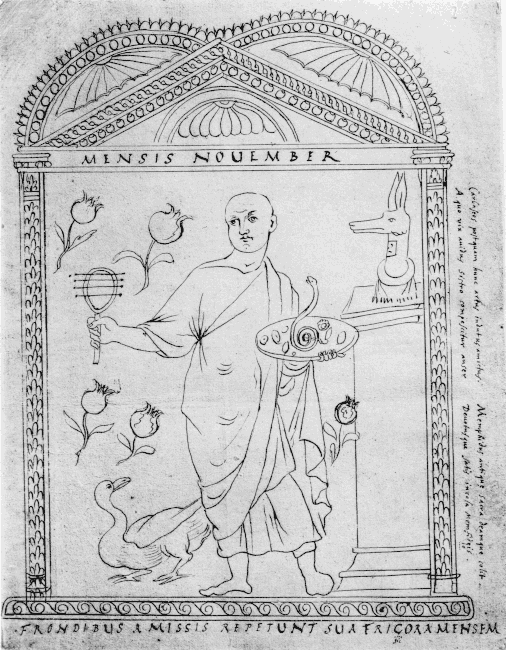
De maand november, uit de Chronograaf van 354 van de Romeinse kalligraaf Filocalus

januari · februari · maart · april · mei · juni · juli · augustus · september · oktober · november · december